# Aeroportul Nicoya
Aeroportul Nicoya (IATA: NCT, ICAO: MRNC) este un aeroport din Cantón de Nicoya⁠(d), Provincia Guanacaste, Costa Rica ce deservește zona Nicoya. A fost numit după zona deservită.
Situat la o altitudine de 124 m, aeroportul dispune de o singură pistă.